# Regierung Koštunica II

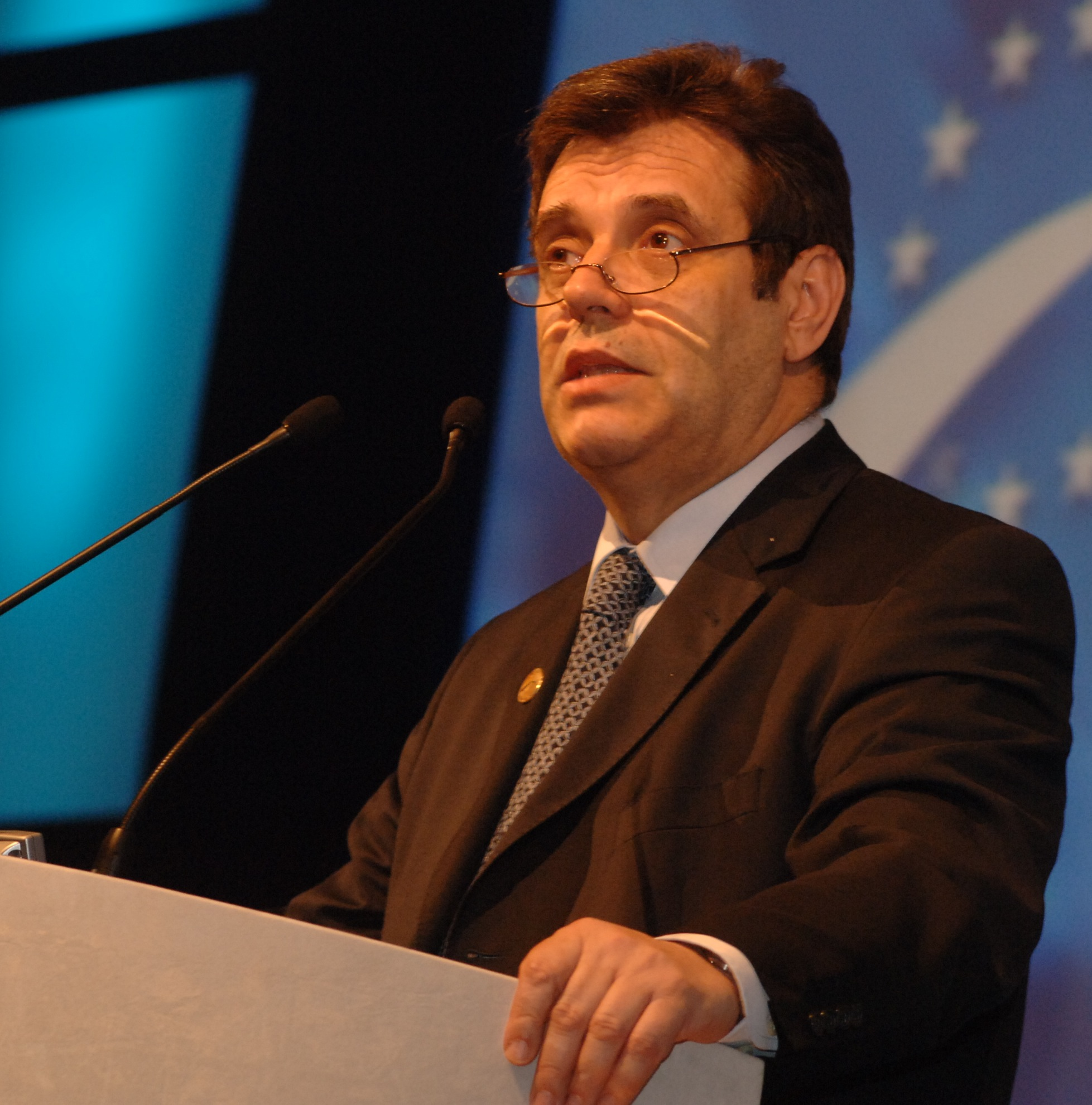
Vojislav Koštunica

Die  Serbische Regierung für die Periode von 2007 bis 2008 war eine Koalition aus den vier Parteien Demokratische Partei (DS), Demokratische Partei Serbiens (DSS), G17+ und Neues Serbien (NS). Sie konstituierte sich am 15. Mai 2007 und wurde am selben Tag vom Parlament bestätigt. Die Parlamentswahlen fanden am 21. Januar 2007 statt. Es handelte sich um vorgezogene Neuwahlen, da die Partei G17 Plus aus der vorherigen Regierungskoalition ausgetreten war.
Nachdem es nach der Unabhängigkeitserklärung des Kosovo im Februar 2008 und der nachfolgenden Anerkennung durch mehrere EU-Staaten in der Regierung tiefgreifende Unterschiede über den weiteren Kurs der Annäherung an die Europäische Union gab, hatte Ministerpräsident Vojislav Koštunica am 8. März 2008 seinen Rücktritt und abermals vorgezogene Neuwahlen angekündigt. Die Ergebnisse der daraufhin am 11. Mai 2008 durchgeführten Parlamentswahlen führten zu langwierigen Koalitionsverhandlungen, so dass die neue Regierung erst am 7. Juli 2008 gewählt wurde.

## Mitglieder
| Name                       | Ressort                                                        | Partei |
| -------------------------- | -------------------------------------------------------------- | ------ |
| Vojislav Koštunica         | Premierminister                                                | DSS    |
| Božidar Đelić              | Vizepremier für europäische Integrationen                      | DS     |
| Vuk Jeremić                | Außenminister                                                  | DS     |
| Dragan Jočić               | Innenminister                                                  | DSS    |
| Dragan Šutanovac           | Verteidigungsminister                                          | DS     |
| Mirko Cvetković            | Finanzminister                                                 | DS     |
| Dušan Petrović             | Justizminister                                                 | DS     |
| Milan Marković             | Minister für Staatsverwaltung und lokale Selbstverwaltung      | DS     |
| Slobodan Milosavljević     | Minister für Land-, Forst- und Wasserwirtschaft                | DS     |
| Mlađan Dinkić              | Minister für Wirtschaft und regionale Entwicklung              | G17+   |
| Aleksandar Popović         | Minister für Bergbau und Energie                               | DSS    |
| Velimir Ilić               | Minister für Infrastruktur                                     | NS     |
| Aleksandra Smiljanić       | Minister für Telekommunikation und Informatik                  | DS     |
| Predrag Bubalo             | Minister für Handel und Dienstleistungen                       | DSS    |
| Rasim Ljajić               | Minister für Arbeit und Soziales                               | DS     |
| Ana Pešikan                | Wissenschaftsminister                                          | G17+   |
| Saša Dragin                | Umweltminister                                                 | DS     |
| Zoran Lončar               | Bildungsminister                                               | DSS    |
| Snežana Samardžić-Marković | Minister für Jugend und Sport                                  | G17+   |
| Vojislav Brajović          | Kulturminister                                                 | DS     |
| Tomica Milosavljević       | Gesundheitsminister                                            | G17+   |
| Radomir Naumov             | Kultusminister                                                 | DSS    |
| Milica Čubrilo             | Minister für die Diaspora                                      | G17+   |
| Slobodan Samardžić         | Minister für Kosovo und Metochien                              | DSS    |
| Dragan Đilas               | Minister ohne Portefeuille für den nationalen Investitionsplan | DS     |